# 부산고등검찰청
부산고등검찰청(釜山高等檢察廳)은 항소사건에 대한 소송을 유지하고 항고사건을 처리하며, 행정소송을 비롯해 국가를 당사자로 하는 소송사건을 수행하고 진행을 돕는 기관이다. 부산광역시 연제구 법원로 15(거제1동)에 위치하고 있다.

## 연혁
- 1987년 9월 1일 부산고등검찰청 신설 (부산광역시 서구 부용동2가 16번지)
- 2001년 9월 12일 부산고등·지방검찰청 청사 이전 (부산광역시 연제구 거제동 1501번지)

### 역대 검사장
| 대수     | 이름   | 임기                               |
| -------- | ------ | ---------------------------------- |
| 1        | 박희태 | 1987년 9월 1일 ~ 1988년 4월 2일    |
| 2        | 김동철 | 1988년 8월 25일 ~ 1991년 4월 17일  |
| 3        | 김경회 | 1991년 4월 18일 ~ 1993년 3월 16일  |
| 4        | 변재일 | 1993년 3월 17일 ~ 1993년 8월 2일   |
| 5        | 김기수 | 1993년 9월 21일 ~ 1994년 9월 15일  |
| 6        | 김택수 | 1994년 9월 16일 ~ 1995년 9월 17일  |
| 7        | 심상명 | 1995년 9월 20일 ~ 1997년 1월 22일  |
| 8        | 이원성 | 1997년 1월 23일 ~ 1997년 8월 10일  |
| 9        | 공영규 | 1997년 8월 11일 ~ 1998년 3월 18일  |
| 10       | 최환   | 1998년 3월 19일 ~1999년 6월 2일    |
| 11       | 이명재 | 1999년 6월 9일 ~ 2000년 7월 14일   |
| 12       | 임휘윤 | 2000년 7월 15일 ~ 2001년 10월 11일 |
| 13       | 심재륜 | 2001년 10월 21일 ~2002년 1월 21일  |
| 14       | 김각영 | 2002년 2월 8일 ~ 2002년 8월 18일   |
| 15       | 김승규 | 2002년 8월 19일 ~ 2003년 3월 9일   |
| 16       | 이정수 | 2003년 3월 21일 ~ 2004년 5월 31일  |
| 17       | 안대희 | 2004년 6월 1일 ~ 2005년 4월 6일    |
| 18       | 임승관 | 2005년 4월 8일 ~ 2005년 11월 27일  |
| 19       | 이종백 | 2006년 2월 6일 ~ 2006년 9월 6일    |
| 20       | 박상길 | 2007년 3월 5일 ~ 2008년 3월 10일   |
| 21       | 김준규 | 2008년 3월 11일 ~ 2009년 1월 18일  |
| 22       | 문효남 | 2009년 1월 19일 ~2009년 7월 10일   |
| 23       | 조근호 | 2009년 8월 12일 ~ 2011년 1월 31일  |
| 24       | 황교안 | 2011년 2월 1일 ~ 2011년 8월 2일    |
| 25       | 김홍일 | 2011년 8월 22일 ~ 2013년 4월 4일   |
| 26       | 김현웅 | 2013년 4월 10일 ~ 2013년 12월 23일 |
| 27       | 김경수 | 2013년 12월 24일 ~ 2015년 2월 10일 |
| 28       | 이득홍 | 2015년 2월 11일 ~ 2015년 7월 20일  |
| 29       | 문무일 | 2015년 12월 24일 ~ 2017년 7월 24일 |
| 30       | 박정식 | 2017년 8월 1일 ~ 2018년 6월 21일   |
| 31       | 황철규 | 2018년 6월 22일 ~ 2019년 7월 30일  |
| 32       | 양부남 | 2019년 7월 31일 ~ 2020년 8월 10일  |
| 33       | 박성진 | 2020년 8월 11일 ~ 2021년 6월 10일  |
| 34       | 조재연 | 2021년 6월 11일 ~ 2022년 5월 22일  |
| 직무대리 | 김양수 | 2022년 5월 23일 ~ 2022년 6월 26일  |
| 35       | 노정연 | 2022년 6월 27일 ~ 2023년 9월 6일   |
| 36       | 최경규 | 2023년 9월 7일 ~ 2024년 5월 15일   |
| 37       | 송경호 | 2024년 5월 16일 ~ 2025년 7월 29일  |
| 38       | 이종혁 | 2025년 7월 29일 ~                  |

## 조직
검사장
- 차장검사
- 검사실
- 사무국
  - 총무과
  - 사건과
- 창원지부

## 관할 구역

### 행정구역
- 2광역시: 부산광역시, 울산광역시
- 1도: 경상남도

### 관할 검찰청
- 부산지방검찰청(동부지청)
- 울산지방검찰청
- 창원지방검찰청(진주, 마산, 통영, 밀양, 거창지청)